# Oronoque (rivier)
De Oronoque is een rivier in het stroomgebied van de Corantijn. De rivier stroomt in het Tigri-gebied, een betwist gebied dat zowel door Suriname als Guyana wordt geclaimd. Het is een zijrivier van de Nieuwe Rivier.